# Фонтейн, Нушка
Нушка Фонтейн (нидерл. Nouchka Fontijn, род. 9 ноября 1987 года) — нидерландская спортсменка-боксёр, серебряный призёр Олимпийских игр 2016 года, бронзовый призёр Олимпийских игр 2020 года, чемпионка Европы, а также Европейских игр, призёр чемпионатов мира.

## Биография
Родилась в 1987 году в Роттердаме. В 2011 году завоевала серебряную медаль чемпионата Европы. В 2014 году стала чемпионкой Европы и бронзовой призёркой чемпионата мира. В 2015 году стала чемпионкой Европейских игр.
На 10-м чемпионате мира по боксу среди женщин в Индии, в финальном поединке, 24 ноября 2018 года, нидерландская спортсменка встретилась с китайской спортсменкой Ли Цянь, уступила ей 1:4 и завершила выступление на втором месте, завоевав серебряную медаль.
Предолимпийский чемпионат мира 2019 года, который состоялся в Улан-Удэ в октябре, нидерландская спортсменка завершила финальным поединком, победив валлийскую спортсменку Лоурен Прайс по раздельному решению судей. Со стороны команды соперника был подан протест, который был удовлетворён в полной мере - победу отдали спортсменке из Уэльса. В результате на одиннадцатом чемпионате мира по боксу среди женщин Нушка завоевала серебряную медаль.
На Олимпийских играх в Токио, которые проходили летом 2021 года, нидерландская спортсменка в весовой категории до 75 кг сумела дойти до полуфинала. В полуфинале уступила Лоурен Прайс и завоевала бронзовую медаль Игр.